# ایلی (جورجیا)
ایلی، جورجیا (به انگلیسی: Ailey, Georgia) یک شهر در ایالات متحده آمریکا با جمعیت ۴۳۲ نفر است که در جورجیا واقع شده‌است.